# Velux 5 Oceans Race
The BOC Challenge, the Around Alone a the Velux 5 Oceans byla série sólových etapových jachtařských závodů kolem světa, které byly inspirovány závodem Golden Globe Race, což byl první sólový závod jachet kolem světa. Zatímco Golden Globe byl nonstop závodem, závody BOC Challenge, the Around Alone a the Velux 5 Oceans byly závody etapové. Jako nejdelší sólová akce na světě byl považován za jednu z nejtěžších výzev v jachtingu. První ročník vyhrál Philippe Jeantot, který zvítězil ve všech čtyřech etapách závodu s celkovým časem něco přes 159 dní. V roce 1998 byl závod přejmenován na the Around Alone; od roku 2006 nesl název Velux 5 Oceans Race.
Závodů BOC Challenge se dvakrát zúčastnil český jachtař Richard Konkolski, který se v kategorii menších lodí umístil v roce 1983 na 3. a v roce 1991 na 5. místě.

Trasa BOC Challenge 1982-1983 a BOC Challenge 1986-1987
Trasa BOC Challenge 1990-1991
Trasa BOC Challenge 1994-1995
Trasa The Around Alone 1998-1999
Trasa The Around Alone 2002
Trasa The Velux 5 Oceans Race 2006-2007
Trasa The Velux 5 Oceans Race 2010-2011

Od roku 1989 se koná podobný sólový, ale nonstop závod kolem světa Vendée Globe.